# ماريان جورجي
ماريان جورجي (بالرومانية: Marian Gheorghe)‏ هو رياضي خماسي روماني، ولد في 15 أبريل 1963.

## وصلات خارجية
- ماريان جورجي على موقع أوليمبيديا (الإنجليزية)